# Tomopterus obliquus
Tomopterus obliquus är en skalbaggsart som beskrevs av Bates 1870. Tomopterus obliquus ingår i släktet Tomopterus och familjen långhorningar.
Artens utbredningsområde är Paraguay. Inga underarter finns listade i Catalogue of Life.